# Ligne de Florac à Sainte-Cécile-d'Andorge
La Ligne Florac - Sainte-Cécile-d'Andorge est une ancienne ligne ferroviaire française à écartement métrique et à voie unique. Construite sur les  départements de la Lozère et du Gard, elle était exploitée par la Compagnie de chemins de fer départementaux.
Longue d'une cinquantaine de kilomètres, elle relia de 1909 à 1968 Florac, la sous-préfecture de la Lozère à Sainte-Cécile-d'Andorge dans le Gard, en correspondance avec la Ligne des Cévennes, exploitée par la compagnie PLM puis la SNCF.

## Étude et concession de la ligne

Projets et extensions de la ligne

La première évocation d'une ligne de chemin de fer passant par Florac date de 1879, lorsque le ministre des travaux publics Charles de Freycinet lance le Plan Freycinet, qui prévoyait d'emmener le chemin de fer à toutes les sous-préfecture de France et au maximum de chefs-lieux de canton pour désenclaver les régions reculées françaises.
Le plan prévoyait une ligne à voie normale en continuité de la ligne Alès - Anduze, qui prolongerait la ligne d'Anduze à Millau avec une antenne vers Florac en passant par la Vallée Française et les Gorges de la Jonte.
Devant le refus de la Compagnie des Chemins de fer de Paris à Lyon et à la Méditerranée (PLM), qui exploitait déjà les lignes du Gard et la Ligne des Cévennes, de prendre la concession de cette ligne jugée peu rentable, un tracé à voie métrique entre Florac et Sainte-Cécile-d'Andorge fut étudié.
La construction en voie métrique permettait de faire des courbes de faible rayon, et donc de faire baisser les coûts de construction. La prolongation de la ligne jusqu'à Mende fut envisagée, mais les projets n'ont jamais abouti.
La ligne est finalement concédée le 20 février 1904 à la Compagnie de chemins de fer départementaux (CFD), qui exploite déjà plusieurs réseaux de moyenne montagne à voie métrique, notamment le réseau du Vivarais dans l'Ardèche. La déclaration d'utilité publique se fera le 18 avril de la même année.

## Les travaux

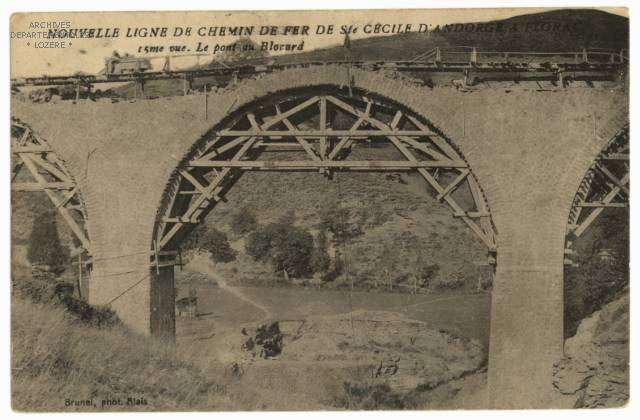
Construction du viaduc du Blocard

Les travaux commencent dès juin 1904.
Pour effectuer les travaux de pose du ballast et des voies, la CFD fit venir deux locomotives de type 030 du réseau du Vivarais.
La ligne a été construite avec des rails de type Vignole en acier de 25 kg/m en section de 12 m, posés sur 15 traverses de chêne traitées au créosote par section de rail.
Le ballast, d'une épaisseur de 35 cm était composé de pierres cassées sur la portion Florac - Jalcreste et de graviers de rivière cassés mélangés avec du sable le reste du parcours.
La ligne a été totalement construite à main d'hommes, avec pelles, pioches et parfois des bâtons de dynamite.
De nombreux murs de soutènement, essentiellement en pierre sèche, ainsi que plusieurs viaducs et tunnels ont été nécessaires pour venir à bout du relief escarpé des Cévennes lozériennes.
Les travaux se terminèrent en 1909, mais beaucoup de finitions restaient à faire : pose des garde-fous sur les viaducs, tranchées pour l'écoulement des eaux, barrière de passage à niveau, etc.
Les premiers trains étaient composés de matériel venant d'autres réseaux de la compagnie CFD, cela jusqu'à la livraison du matériel roulant.

## L'inauguration

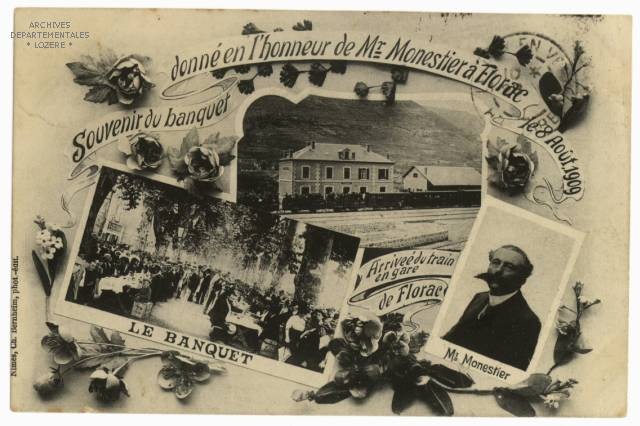
Carte postale éditée à l'occasion de l'inauguration

La ligne est ouverte au trafic le 24 juillet 1909. L'inauguration officielle eut lieu le 8 août 1909 avec les personnalités du département, avec au premier plan Jean Monestier, président du Conseil Général.
Après être passé sous un arc de triomphe de verdure et de fleurs portant la mention Honneur à Jean Monestier, celui-ci présida sur l'Esplanade de Florac un banquet "Patriotique et démocratique" où les notables de l'époque lui rendirent hommage pour son engagement envers la création de la ligne.
Le train de l'inauguration comportait seulement deux voitures. Il s'agissait de deux voitures salons de la compagnie CFD. Le reste du matériel roulant commandé deux ans plus tôt n'arriva qu'en août 1909.
Le train inaugural fut donc composé de deux voitures salon expédiées à grand frais du réseau du Vivarais et de Seine-et-Marne, tractées par une locomotive Mallet de type 120 + 020 T. La population locale fut quant à elle, transportée en partie par les wagons-tombereaux utilisés par le chantier.

## Les débuts

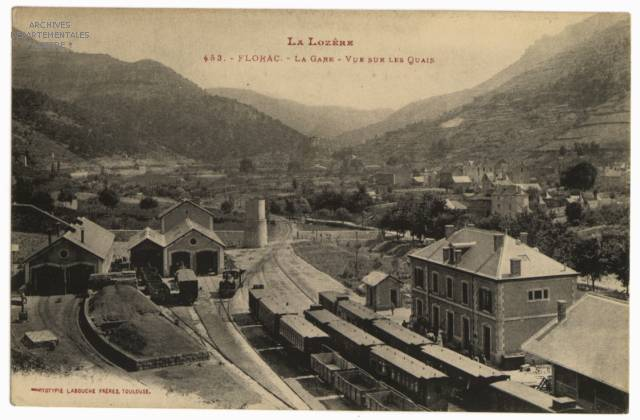
La gare de Florac

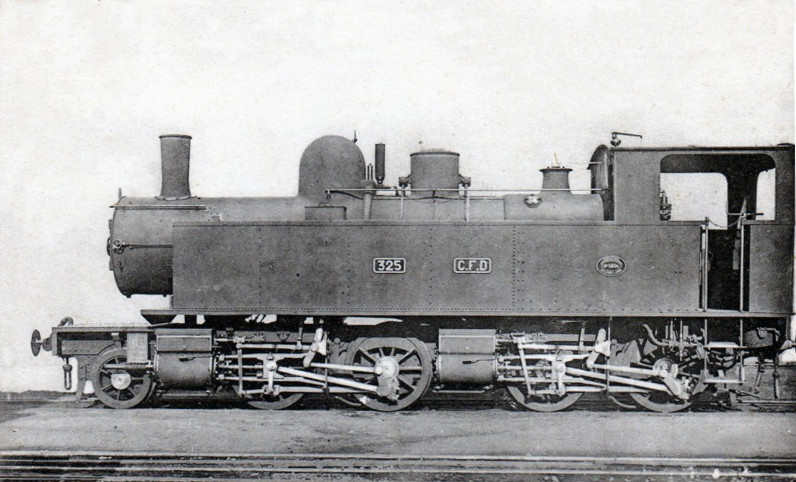
Une des Mallet utilisées sur les CFD Lozère.

Ouverte au trafic le 24 juillet 1909,la ligne sera ainsi exploitée par les CFD jusqu'à sa fermeture le 31 mars 1968.
À Sainte-Cécile-d'Andorge, se faisait la jonction avec le réseau PLM, puis SNCF. Les voyageurs devaient changer de train, les marchandises transbordées, dans les wagons à voie normale.
À l'origine, le trafic était assuré par 3 trains mixtes quotidiens (voyageurs et marchandises), tractés par des locomotives à vapeur système Mallet, type 120 + 020 T. La ligne était parcourue en 2 h 30 environ, pour une distance de 49 kilomètres.

## Le trafic marchandise
Le trafic marchandise se composait selon les saisons de transport de bois (châtaignier et pin, pour soutenir les galeries des mines des Cévennes proches, minerais issu de la mine de Ramponnenche (proche de Florac), de la Barytine provenant de la mine de Jalcreste exploitée à Saint-Privat-de-Vallongue et à destination du Nord de la France. Il y avait mais aussi des prunes, châtaignes et cèpes secs.
Les marchandises étaient transbordées manuellement à Sainte-Cécile-d'Andorge. Les jours de marchés à Florac, un train spécial amenait les animaux pour la vente et les ramenait vers leurs nouveaux propriétaires

## Le personnel
| Désignation          | 1913 | 1968 |
| -------------------- | ---- | ---- |
| Administration       | 3    | 1    |
| Exploitation         | 29   | 18   |
| Matériel de traction | 14   | 7    |
| Voies et Bâtiments   | 24   | 7    |
| Total                | 70   | 33   |

## Matériel sauvegardé
À la fermeture de la ligne, une partie du matériel a été sauvegardé pour être utilisé sur des réseaux touristiques :

### Chemins de fer du Vivarais
- Autorail Billard A150D 214 ;
- Autorail Billard A80D 314.

### Voies ferrées du Velay
- Autorail De Dion Bouton ND 204  Classé MH (1997)[2]

Il a été construit en 1935 par les établissements De Dion Bouton à Puteaux pour le réseau CFD Vivarais ; puis en 1950 il est muté sur le réseau CFD Lozère jusqu'à sa fermeture.
- Locotracteur CFD No 62

Issu de la transformation d’une locomotive à vapeur en octobre 1946 par les ateliers CFD de St Jean d’Angély pour le réseau CFD Charentes, il est muté le 23 novembre 1953 sur le réseau CFD Lozère.
- Locotracteur CFD No 70

Issu de la transformation d’une locomotive à vapeur en décembre 1948 par les ateliers CFD de St Jean d’Angély pour le réseau CFD Charentes, il est muté le 6 avril 1951 sur le réseau CFD Lozère.
- Remorque De Dion R1  Classée MH (1997)[3]

Elle a été construite en 1935 par les établissements De Dion-Bouton pour le réseau CFD Charentes, puis sera mutée en 1952 sur le réseau CFD Lozère.
- Remorque De Dion Bouton NF No 62  Classée MH (1997)[4]

Elle a été construite en 1935 par les établissements De Dion Bouton à Puteaux pour le réseau CFD Vivarais, puis sera mutée en 1938 sur le réseau CFD Lozère.
- Wagon G 5662

Livré en 1909 sur le réseau CFD Lozère, il sera muté sur le réseau CFD Vivarais en 1933/34. Il a été remis en état par les VFV en 2003.

### Musée des tramways à vapeur et des chemins de fer secondaires français
- Autorail De Dion Bouton ND 202

Il a été construit en 1935 par les établissements De Dion Bouton pour le réseau CFD Lozère sur lequel il a circulé jusqu'à sa fermeture.
- Remorque De Dion Bouton NF 61

Elle a été construite en 1935 par les établissements De Dion Bouton pour le réseau CFD Vivarais, puis sera mutée en 1938 sur le réseau CFD Lozère.

### Association Chemin de fer de l’Allier
- Autorail De Dion Bouton ND 201

Il a été construit en 1935 par les établissements De Dion Bouton pour le réseau CFD Lozère sur lequel il a circulé jusqu'à sa fermeture.

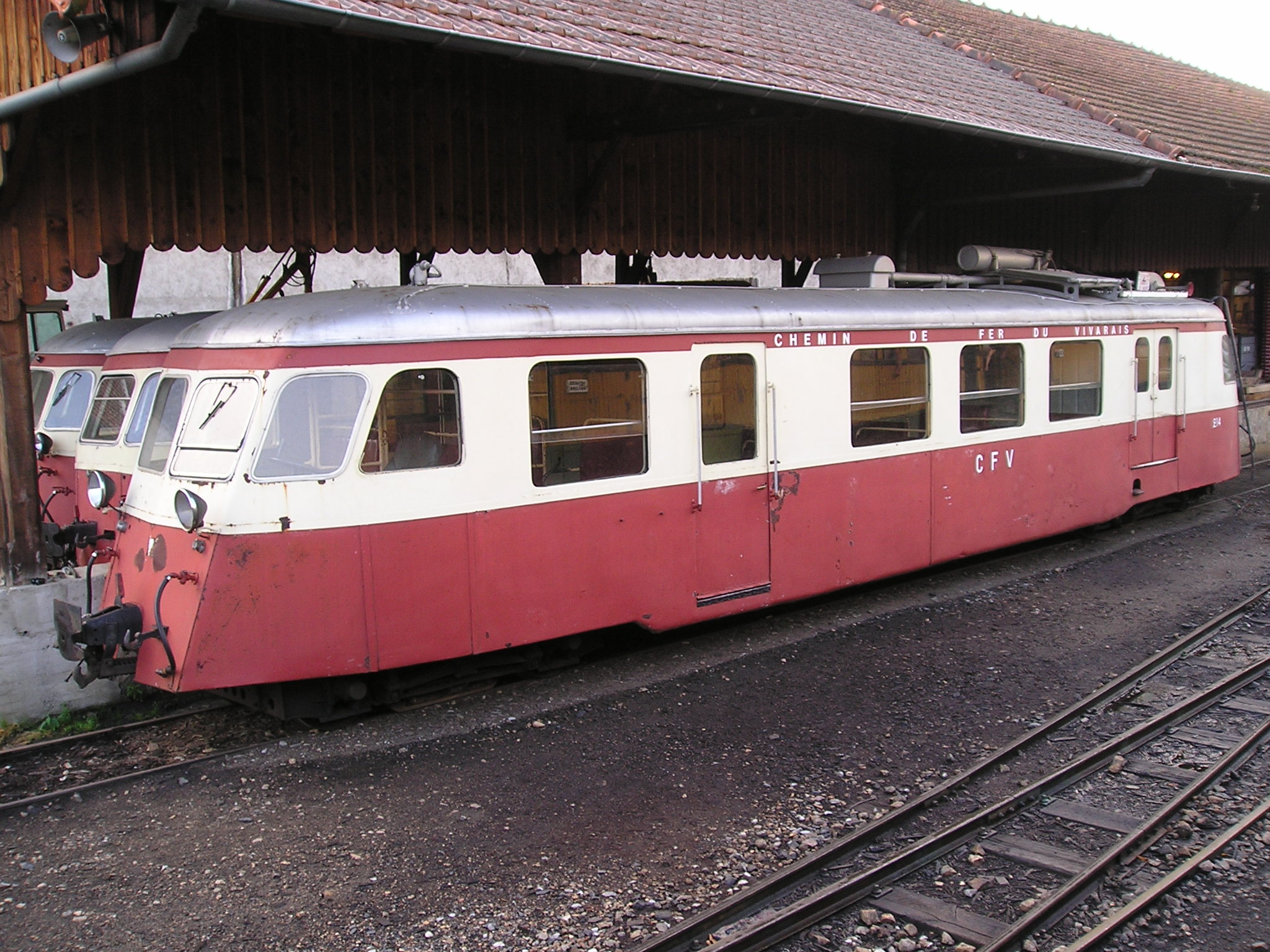
L'autorail Billard A150D 214 préservé au Chemin de fer du Vivarais.
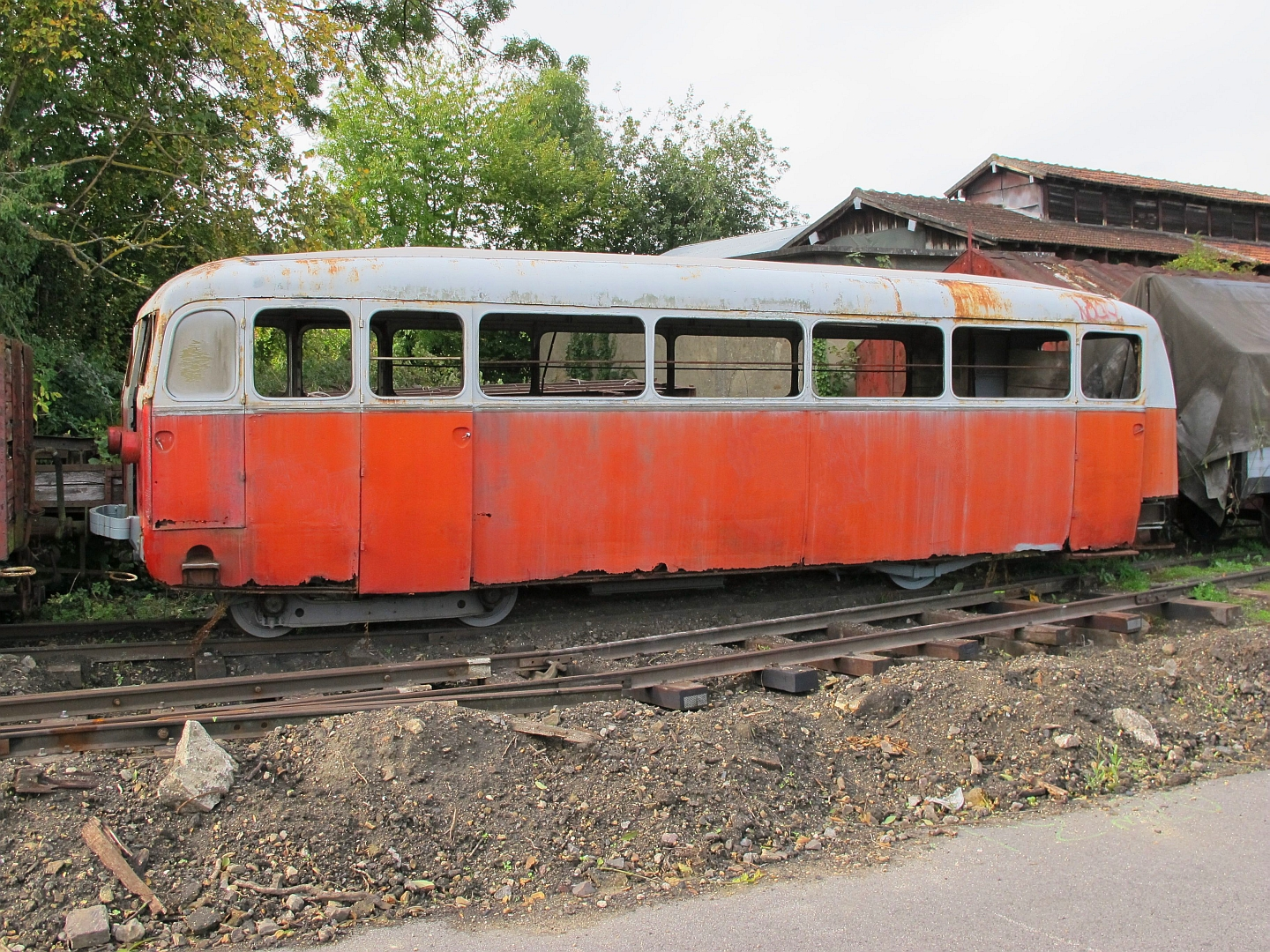
L'autorail  De Dion Bouton ND 202 préservé par le MTVS.
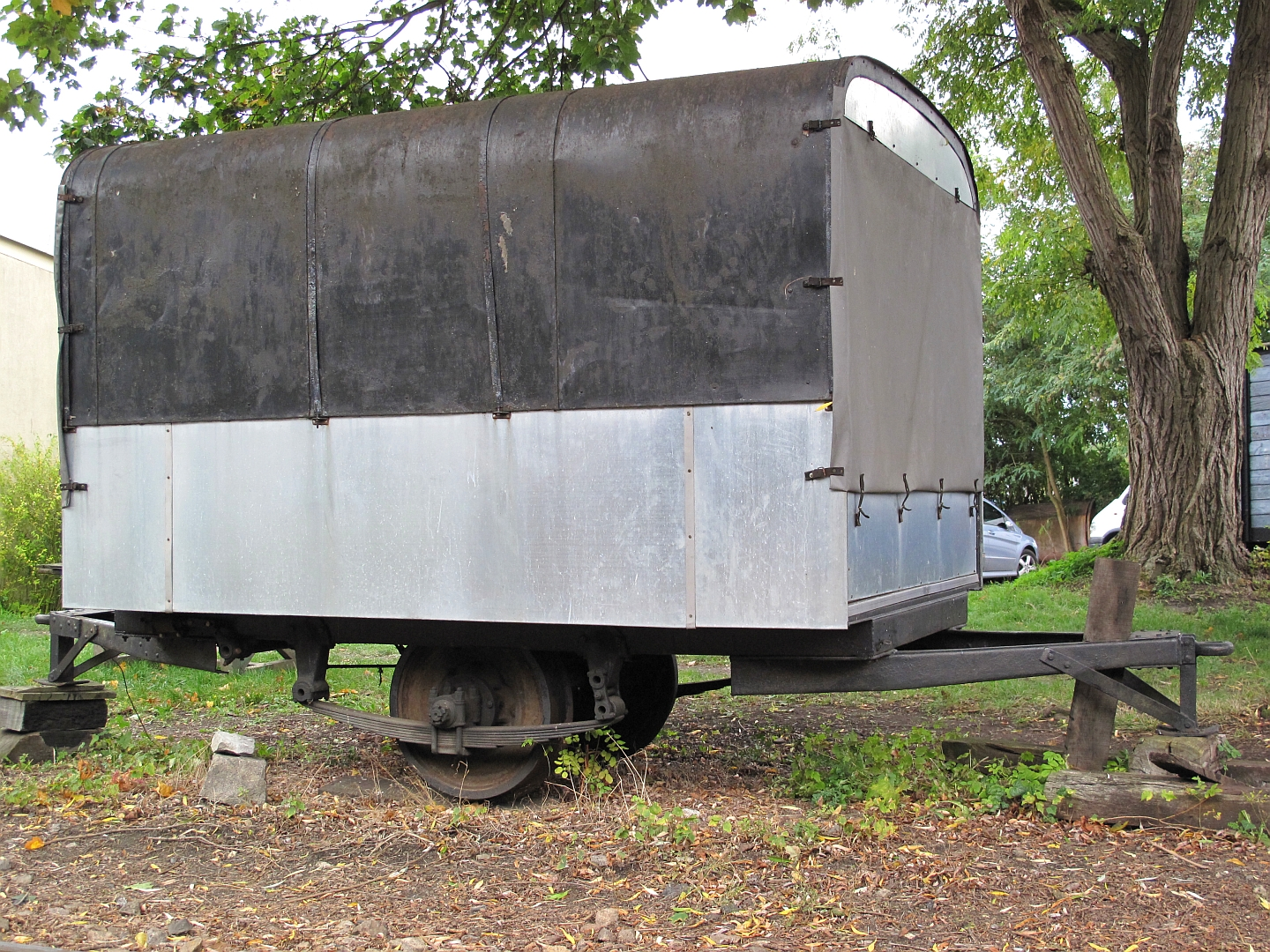
La remorque De Dion Bouton NF 61 préservée par le MTVS.
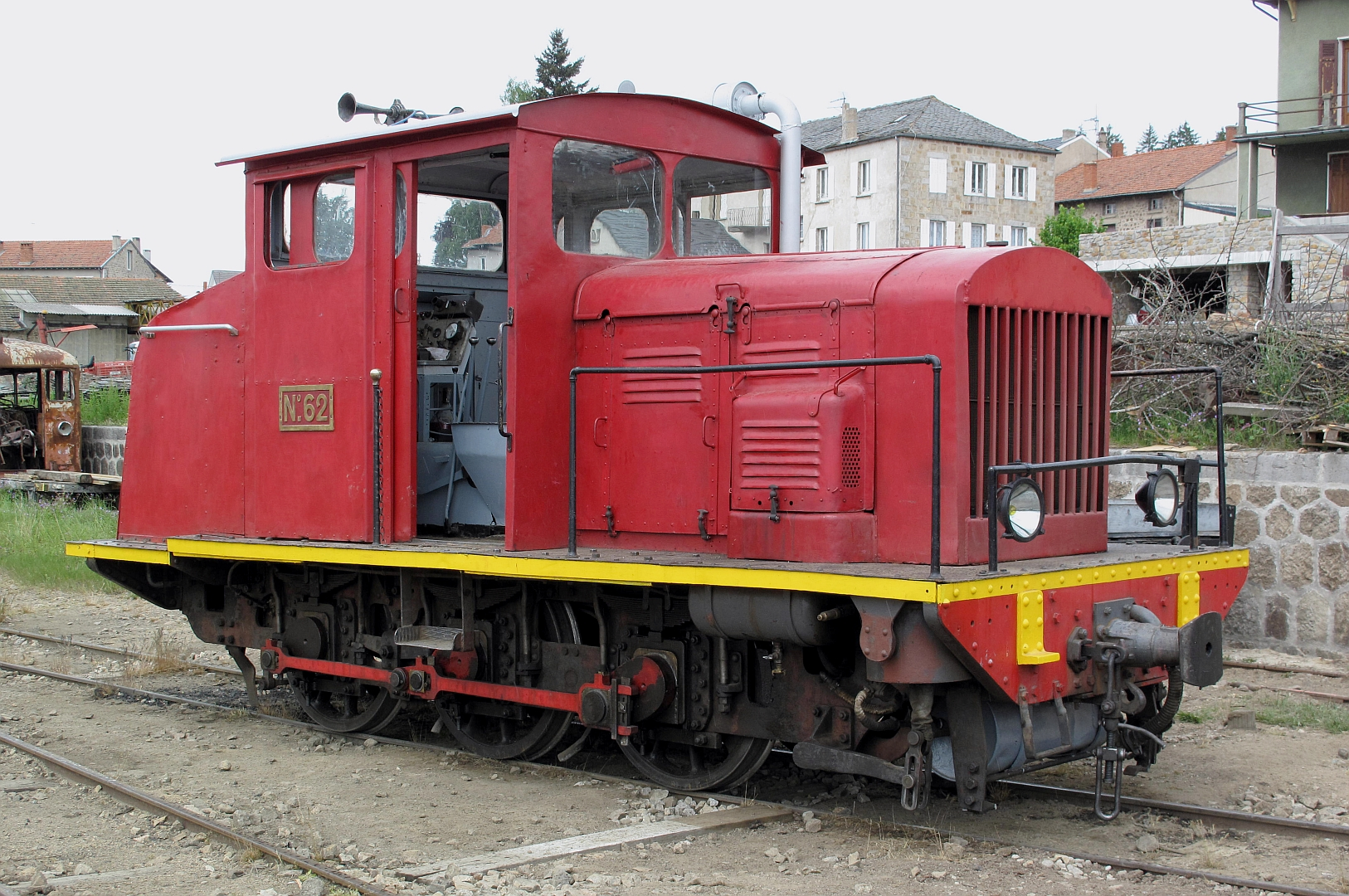
Le locotracteur no 62 préservé par les Voies ferrées du Velay.
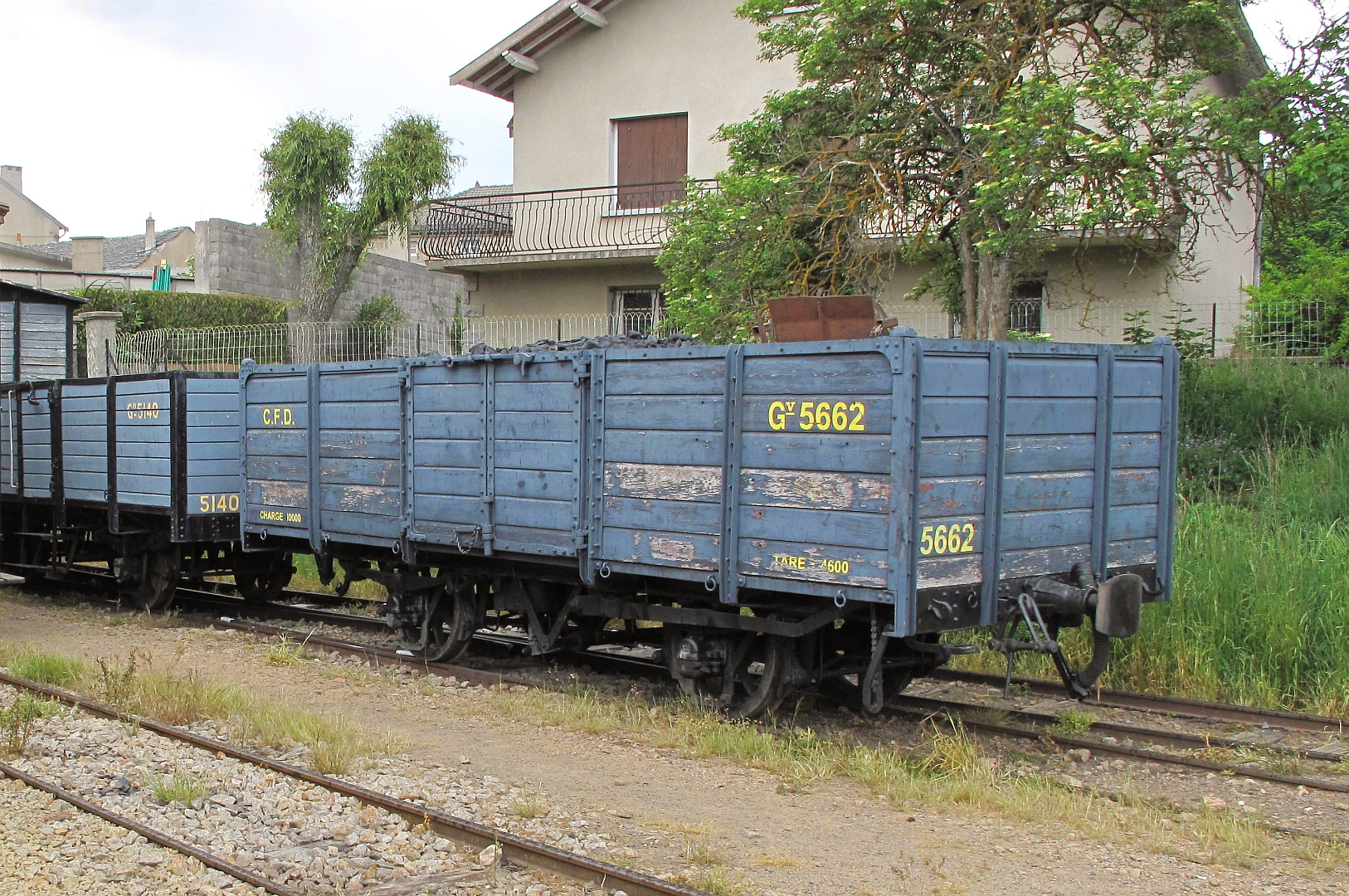
Le wagon tombereau G 5662 des Voies ferrées du Velay.

## Train de l'Andorge en Cévennes
Une voie de 400mm a été reposée depuis la gare de Sainte Cécile d'Andorge jusqu'à Saint Julien des Points. Elle est parcourue par un train touristique.

## Voie verte
La voie verte La Cévenole est en cours de construction en 2022 sur une partie de la ligne.